# Digitaria villiculmis
Digitaria villiculmis är en gräsart som beskrevs av Johannes Jan Theodoor Henrard. Digitaria villiculmis ingår i släktet fingerhirser, och familjen gräs. Inga underarter finns listade i Catalogue of Life.